# Janni Thomsen
Janni Thomsen, född den 16 februari 2000, är en dansk fotbollsspelare. Hon representerar Utah Royals i och det danska landslaget.

## Biografi
Thomsen inledde sin seniorkarriär i VSK Århus år 2017. Hon har även spelat för Vålerenga innan hon 2025 kontrakterades av Utah Royals för spel i National Women's Soccer League. Hon har även representerat det danska damlandslaget där hon debuterade 2020.